# Einar Lindqvist
Einar Laurentius Lindqvist , švedski hokejist, * 31. maj 1895, Uppsala, Švedska, † 26. april 1972, Uppsala.
Lindqvist je vso svojo kariero igral za klub IFK Uppsala v švedski ligi.
Za Švedsko reprezentanco je nastopil na enih olimpijskih igrah in Evropskem prvenstvu 1921, kjer je osvojil zlato medaljo. 

## Pregled kariere (nepopoln)
Odebeljeno - reprezentančni nastopi, glej tudi Statistika pri hokeju na ledu.
| Moštvo      | Liga               | Sezona |    | Redni del | Redni del | Redni del | Redni del | Redni del | Redni del |   | Končnica | Končnica | Končnica | Končnica | Končnica | Končnica |
| ----------- | ------------------ | ------ | -- | --------- | --------- | --------- | --------- | --------- | --------- | - | -------- | -------- | -------- | -------- | -------- | -------- |
| Moštvo      | Liga               | Sezona | OT | G         | P         | T         | +/-       | KM        | OT        | G | P        | T        | +/-      | KM       |          |          |
| IFK Uppsala | Švedska liga       | 19/20  |    |           |           |           |           |           |           |   |          |          |          |          |          |          |
| Švedska     | Olimpijske igre    | 20     |    | 6         | 3         |           | 3         |           |           |   |          |          |          |          |          |          |
| IFK Uppsala | Švedska liga       | 20/21  |    |           |           |           |           |           |           |   |          |          |          |          |          |          |
| Švedska     | Evropsko prvenstvo | 21     |    | 1         | 0         |           | 0         |           |           |   |          |          |          |          |          |          |
| Skupaj      |                    |        |    | 7         | 3         |           | 3         |           |           |   |          |          |          |          |          |          |